# Delta Force: Helikopter w ogniu
Delta Force: Helikopter w ogniu (Delta Force Black Hawk Down) – gra komputerowa z gatunku first-person shooter, należąca do serii Delta Force, stworzona przez zespół NovaLogic i wydana w 2003 roku na komputery osobiste. Akcję gry osadzono w Somalii podczas wojny domowej w latach 1992–1993.

## Fabuła
Gra swoim tytułem i przedstawionymi wydarzeniami częściowo nawiązuje do książki Helikopter w ogniu autorstwa Marka Bowdena oraz filmu pod tym samym tytułem w reżyserii Ridleya Scotta, od którego twórcy wykupili specjalną licencję.
Głównym bohaterem Delta Force: Helikopter w ogniu jest żołnierz amerykańskich rangersów używający kryptonimu „5.1”. Personalia jego oraz pozostałych członków oddziału pozostają nieznane. Podobnie, jak w innych strzelankach pierwszoosobowych z tamtych czasów, fabuła jest jedynie lekko zarysowana: żołnierze wymieniają pomiędzy sobą luźne uwagi na temat przebiegu misji i nie mają wykreowanych osobowości; fabułę tworzą jedynie kolejne zadania wykonywane przez oddział. Akcję gry można podzielić na trzy, nieproporcjonalne części: w pierwszej „5.1” i jego żołnierze wykonują zadania bojowe w ramach operacji „Przywrócić Nadzieję” (Restore Hope) i „Podtrzymać Nadzieję” (Continue Hope), przy czym nie są one ze sobą powiązane fabularnie. W drugiej części rangersi przyłączają się do oddziałów Delta Force i razem z nimi biorą udział w bitwie o Mogadiszu. Trzecia i najkrótsza część gry składa się tylko z jednej misji, hipotetycznej pod kątem historycznym, w której „5.1” wykonuje misję incognito, jaką jest zabicie przywódcy somalijskich rebeliantów, Mohameda Farraha Aidida w 1996 roku.

## Rozgrywka
W grze Delta Force: Helikopter w ogniu rozgrywka jest relatywnie prosta. Gracz steruje bohaterem z perspektywy pierwszej osoby, wykonując zadania pojawiające się kolejno w trakcie wykonywania misji. Zwykle polegają one na znalezieniu i zniszczeniu sprzętu, zapasów lub ważnego obiektu należącego do przeciwnika, odbijaniu zakładników lub aresztowaniu ważnych przywódców bojowników; zdarzają się także zadania obronne i eskortowe. Przed każdą z 16 misji gracz ma możliwość wyboru broni spośród kilkunastu dedykowanych do danego typu zadania, w trzech kategoriach: broń główna, broń boczna i uzbrojenie dodatkowe (mina Claymore, granatnik AT4 lub ładunki C4); ponadto bohater otrzymuje automatycznie także granaty odłamkowe, dymne i błyskowe oraz nóż bojowy. Łącznie w grze oddano do użytku gracza kilkadziesiąt modelów uzbrojenia produkcji amerykańskiej, takich jak karabin M16, karabinek M4, karabin M21, karabin M24, karabin maszynowy M249 SAW, pistolet Beretta M9, pistolet Colt M1911, czy stacjonarny karabin maszynowy Browning M2. Charakterystyczną cechą gry jest możliwość przemieszczania się różnymi pojazdami (sterowanymi automatycznie przez grę), takimi jaki Humvee, UH-60 Black Hawk, czy MH-6 Little Bird.

## Team Sabre
W 2004 roku wydany został jedyny oficjalny dodatek do gry, zatytułowany Team Sabre (Drużyna Szabla). Dodaje on dwie nowe kampanie, liczące kolejno 5 i 6 misji:
- kampania kolumbijska, częściowo fikcyjna, której fabuła jest jedynie luźno oparta na wydarzeniach tamtejszej wojny domowej[5]. Gracz wciela się ponownie w „5.1”, a w dwóch misjach w innego żołnierza armii amerykańskiej, również bezimiennego. Akcja toczy się w 2004 roku, a bohaterowie walczą z kolumbijskimi kartelami narkotykowymi. Finalnym celem kampanii jest zlikwidowanie fikcyjnego bonza przemytników, Antonio Paula;
- kampania irańska, całkowicie fikcyjna, której akcja rozpoczyna się w 2005 roku, po zamachu stanu dokonanym przez bliżej nieokreśloną grupę oficerów armii irańskiej z fikcyjnym generałem Kalbem na czele[5]. Gracz jeszcze raz wciela się w „5.1” i kieruje poczynaniami jego oddziału, którym dowodzi od czasów Somalii, w walce z irańskimi buntownikami; w jednej misji kieruje żołnierzem brytyjskiego SAS-u[6].

W dodatku Team Sabre pojawia się również kilka nowych rodzajów broni, takich jak karabin HK G3, karabin maszynowy M60, czy karabin HK PSG1 oraz pojazdów, np. łódź patrolowa PBR.

## Odbiór
Gra spotkała się z zasadniczo pozytywnym przyjęciem recenzentów. Martin Taylor z serwisu EuroGamer docenia Delta Force: Helikopter w ogniu za zróżnicowane, ekscytujące misje i przystępną rozgrywkę: „Na początku [gra] oszukuje cię swoimi punktami orientacyjnymi, (ledwie używanym) interfejsem poleceń i stosami broni, ale kiedy już się w nią zanurzysz, okazuje się, że nie jest nadmiernie skomplikowana”. Taylor chwali także sugestywnie oddaną brzydotę somalijskich slumsów i dobrą fizykę, ale wskazuje na niedopracowane modele postaci. Bob Calayco z portalu GameSpot jest bardziej krytyczny. Punktuje słabą adaptację motywów filmowych („[gra] wyciąga pomysły z filmu i zestawia je w nierealistyczny i niezdarny sposób”), niezrównoważony poziom trudności poszczególnych misji oraz monotonię rozgrywki, która pomimo różnych zadań do wykonania sprowadza się zawsze do marszu naprzód i zabijania kolejnych przeciwników. Docenia za to dobry tryb wieloosobowy i grafikę, w szczególności oświetlenie, wodę i modele. Sal Accardo z witryny GameSpy zachwyca się zróżnicowanymi celami misji i dynamiką rozgrywki: „Jest to gra akcji, która ma więcej wspólnego z Medal of Honor: Allied Assault niż America’s Army czy Ghost Recon. I wiecie co? Wychodzi jej to na dobre”. Accardo pozytywnie ocenia również to, że mniejsza niż w podobnych grach jest wytrzymałość głównego bohatera, który może przeżyć tylko kilka trafień, co wraz z ograniczoną możliwością zapisu gry zwiększa jej realizm. Ivan Sulic z IGN-u chwali ciekawe misje ze szczególnie zapadającymi w pamięć momentami, piękną grafikę i zróżnicowane lokacje, ale krytykuje zbyt szczątkową fabułę, przez którą trudno wczuć się w przedstawione sytuacje oraz brak możliwości sterowania pojazdami. Każdy z recenzentów skrytykował słabe AI zarówno przeciwników, jak i członków oddziału.
Ze strony graczy najlepiej przyjęła się wersja gry na PC, która według agregatora Metacritic zebrała średnią ocen 77/100. Konwersje gry na PlayStation 2 i platformę Xbox 360 otrzymały niższe noty od recenzentów (odpowiednio 58/100 oraz 61/100).